# Santuario di Nostra Signora di Roverano
Il santuario di Nostra Signora di Roverano è un luogo di culto cattolico situato nella frazione di Termine di Roverano, in via Roverano, nel comune di Borghetto di Vara in provincia della Spezia. L'edificio religioso è situato tra i comuni di Borghetto di Vara e Carrodano, tra uliveti e castagneti e fa parte della diocesi della Spezia-Sarzana-Brugnato.
La principale festività ricorre il 7 settembre, anniversario dell'apparizione mariana verificatasi, secondo la tradizione, nel 1350. Nel pomeriggio si celebra la solenne processione, durante la quale, come attestato da documenti storici dei secoli passati e ben visibile anche negli ultimi anni, si verifica la prodigiosa fioritura fuori stagione di alcune piante di olivo. Le feste patronali continuano il giorno 8 settembre (Natività di Maria) e la domenica successiva (Santissimo Nome di Maria).

## Storia

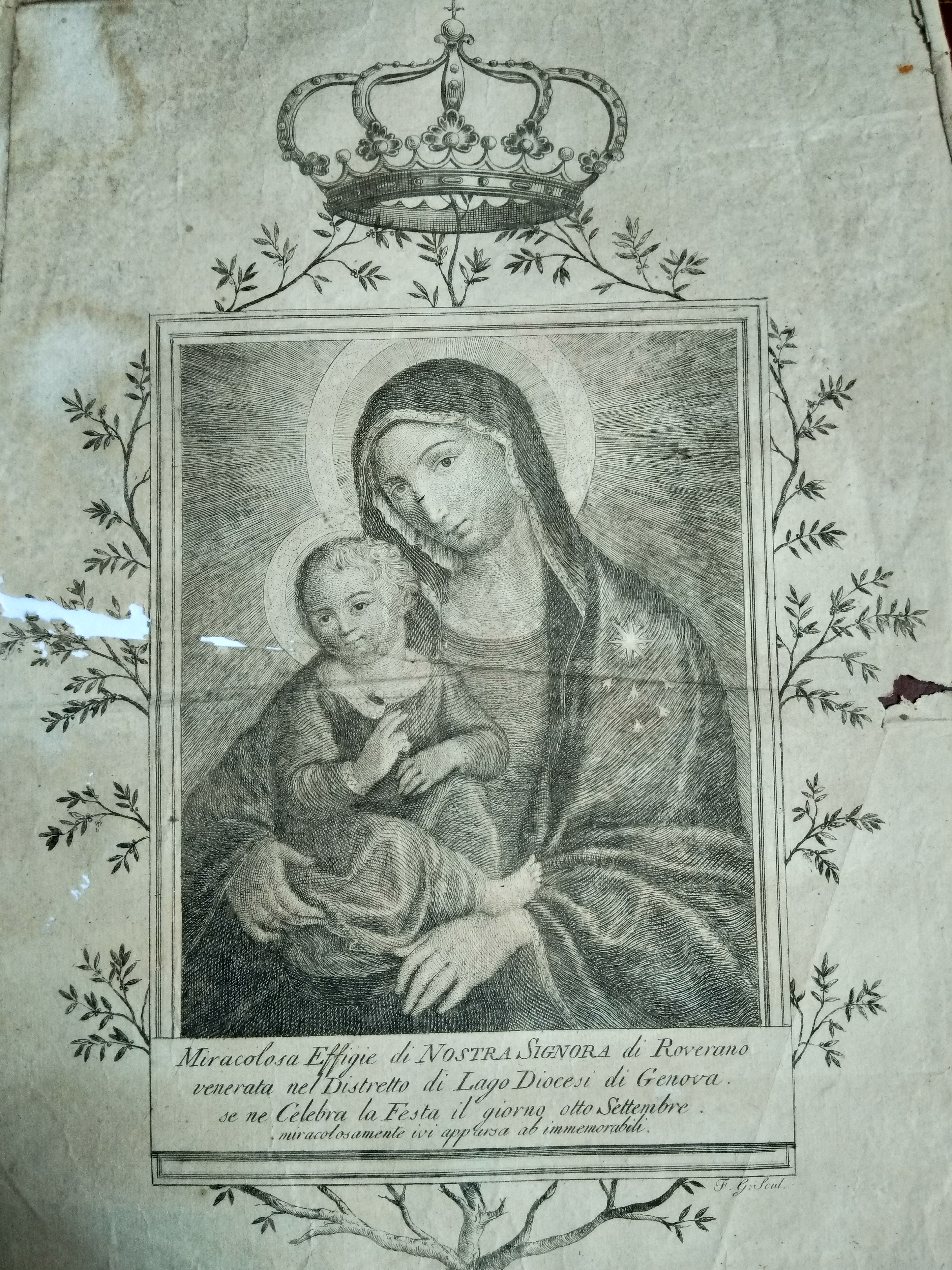
Stampa settecentesca raffigurante la vera effigie dell'immagine miracolosa

La nascita del santuario è legata a un'apparizione mariana occorsa, secondo la tradizione, tra il 1350 e il 1352 a due pastorelle nei pressi del monte Roverano. Secondo il racconto la Vergine Maria chiese a una di loro, muta dalla nascita, di chiamare sul luogo il locale parroco che, dopo essere stato informato dalla pastorella che aveva riavuto la voce, subito accorse sul monte assieme ai compaesani. Qui i fedeli trovarono su un ulivo un quadretto mariano, lasciato secondo il racconto dalla Madonna; da lì a poco iniziarono i primi lavori di edificazione del santuario. 
La prima citazione che descrive la "cappella di Roverano" risale a un documento del 1518, in occasione della visita di monsignor Filippo Sauli, vescovo dell'allora diocesi di Brugnato.
Lo scrittore Mario Soldati, nel suo libro Regione regina, descrisse la sua visita, avvenuta nel 1969, alla piccola osteria posta in prossimità del santuario.

## Descrizione

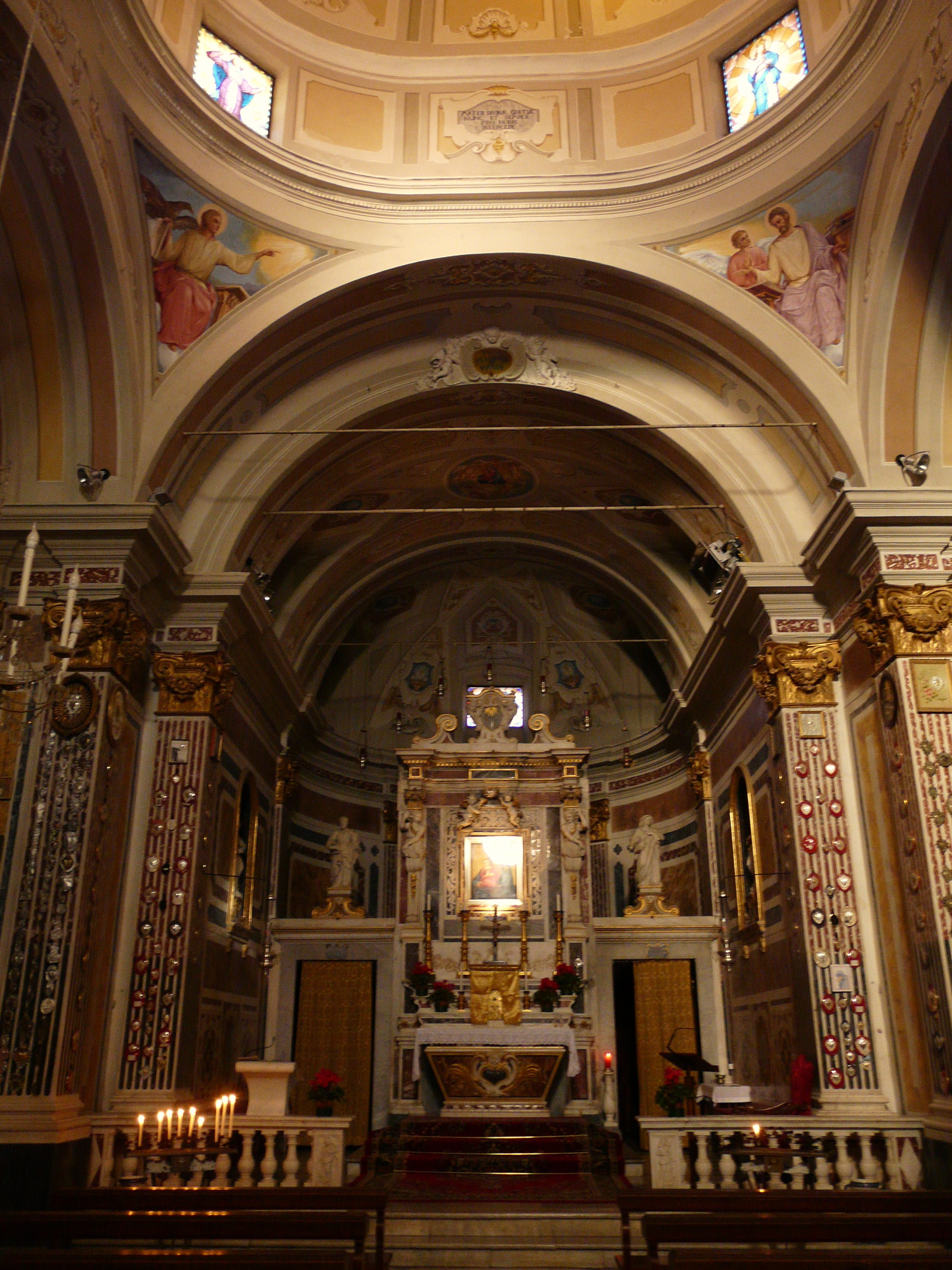
Interno del santuario

L'odierna struttura, a navata unica e con pianta absidale a croce latina, è sobria nelle sue linee architettoniche. L'ampliamento del XIX secolo, realizzato con il contributo degli abitanti dell'Ago e dei borghi vicini, fu reso necessario dalla grande affluenza di devoti e pellegrini al santuario.
La bianca facciata presenta ai lati due piccoli campanili e il suo rifacimento risale al 1933. All'interno, decorato con stucchi e finto marmo, è conservato sopra l'altare maggiore - dal 13 giugno del 1875 - il dipinto raffigurante la Madonna col Bambino, opera databile al Cinquecento. Le due cappelle laterali sono dedicate a sant'Antonio abate e san Giuseppe.